# Hermann Raich

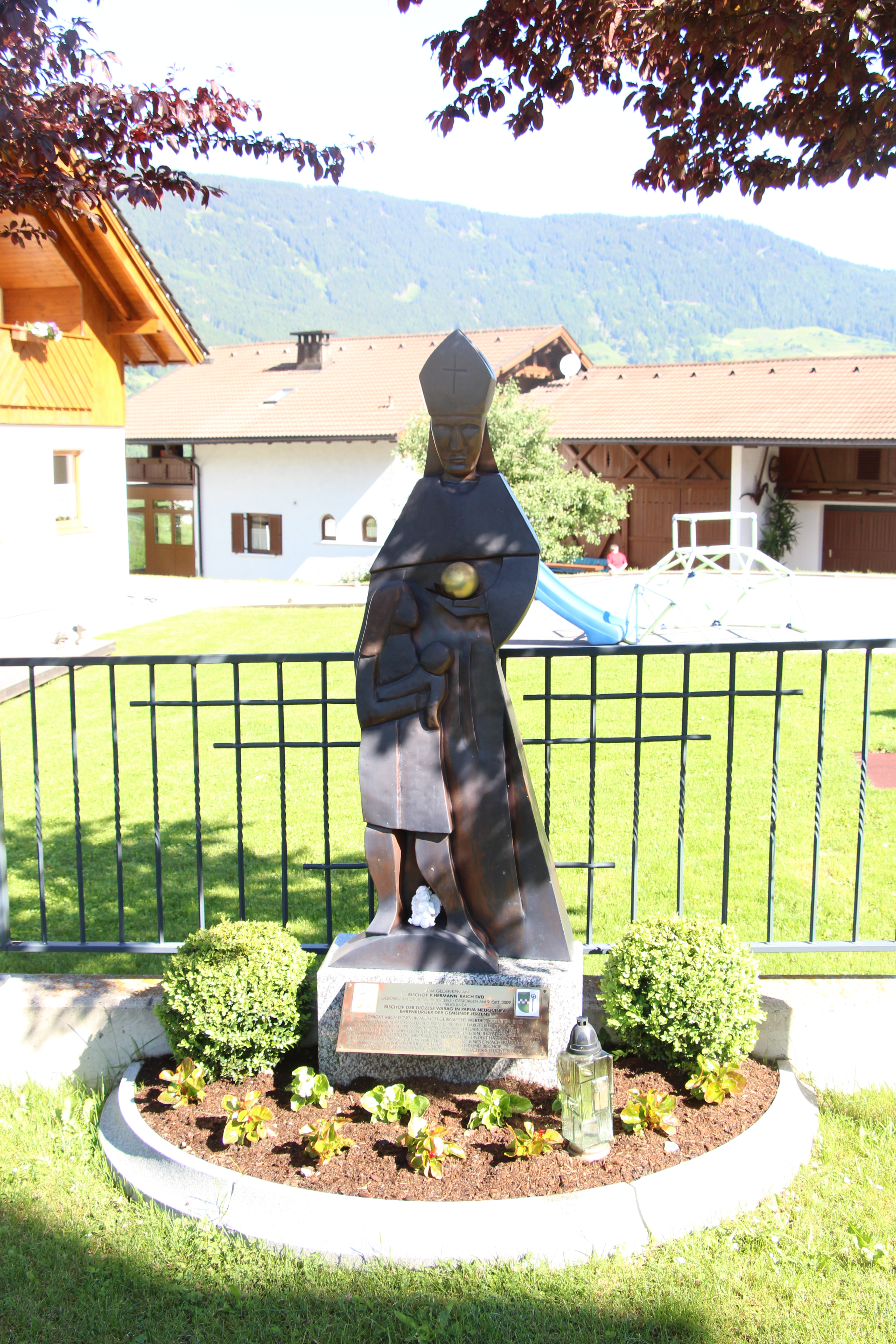
Ehrenmal in Raichs Geburtsort Jerzens

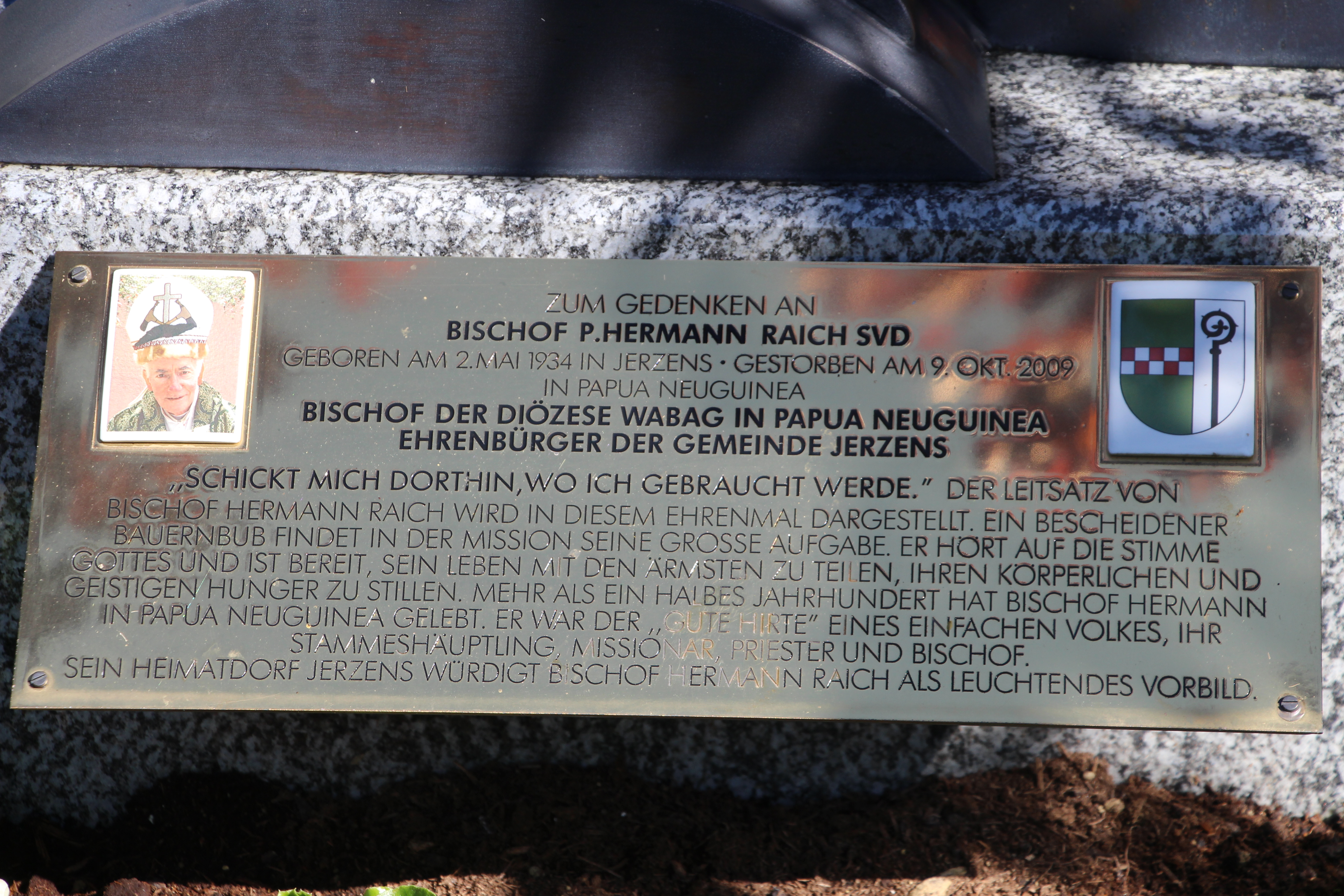
Plakette am Ehrenmal

Hermann Raich SVD (* 2. Mai 1934 in Jerzens, Tirol, Österreich; † 9. Oktober 2009 in Wabag, Papua-Neuguinea) war Bischof der Diözese Wabag im Hochland von Papua-Neuguinea.

## Leben
Hermann Raich trat nach der Matura der Ordensgemeinschaft der Steyler Missionare in St. Gabriel, Maria Enzersdorf südlich von Wien, bei. Nach dem Theologiestudium empfing er am 29. April 1962 die Priesterweihe und ging in die Mission. Ab 1964 engagierte er sich in Papua-Neuguinea beim Aufbau von Kirchengemeinden, insbesondere in der Provinz Enga.
1982 wurde er von Papst Johannes Paul II. zum ersten Bischof des Bistums Wabag, einem Suffragan des Erzbistums Mount Hagen, ernannt. Die Bischofsweihe spendete ihm am 29. April 1982 der Erzbischof von Mount Hagen, George Elmer Bernarding SVD; Mitkonsekratoren waren Francesco De Nittis, Apostolischer Pro-Nuntius von Papua-Neuguinea, und Raymond Rodly Caesar SVD, Bischof von Goroka in Papua-Neuguinea.
Papst Benedikt XVI. stimmte 2008 dem alters- und gesundheitsbedingten Rücktritt zu. Er starb nach langer Krankheit und wurde beim Haus der Steyler Missionare in Par, Papua-Neuguinea, bestattet.
In Papua-Neuguinea stand Bischof Raich in hohem Ansehen; zu seiner Pensionierung wurde ihm eine Briefmarke gewidmet.